# Rune Berglund
Mats Rune Ingemar Berglund, född 17 juni 1939 i Vemdalens församling i Jämtlands län, är en svensk politiker (socialdemokrat), som var riksdagsledamot 1991 och 1994–2006 för Jämtlands läns valkrets.